# Wembdon
Wembdon – wieś w Anglii, w hrabstwie Somerset, w dystrykcie (unitary authority) Somerset. Leży 47 km na południowy zachód od miasta Bristol i 206 km na zachód od Londynu. W 2001 miejscowość liczyła 1887 mieszkańców.